# Onatah Corona
Onatah Corona est une corona, formation géologique en forme de couronne, située sur la planète Vénus par 49° N et 5,5° E. Elle est localisée dans le quadrangle de Bereghinya Planitia. Elle a été nommée en référence à Onatah, Esprit du grain Iroquois. 

## Géographie et géologie
Onatah Corona couvre une surface circulaire d'environ 298 km de diamètre. 